# ダッソー ファルコン

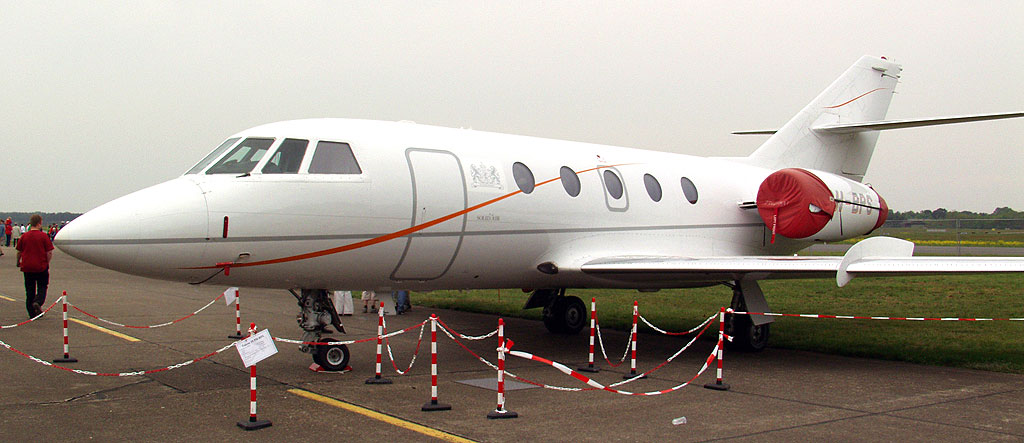
ファルコン 20

ダッソー ファルコンは、フランスのダッソー社が生産・販売しているビジネスジェット機。

## 概要
ダッソーは主に軍用機の開発・生産を行っているメーカーであり、民間機の経験は少なかった。1950年代から軍用機開発の経験を活かし、民間ビジネスジェット機の開発を開始した。こうして最初に開発されたのが双発ビジネスジェット機ファルコン 20で、1963年に初飛行し、同機に惚れ込んだチャールズ・リンドバーグがコンサルタントを務めていたパンアメリカン航空から大量受注された。ファルコン 20の成功を受け、1970年にはやや小規模なサイズのファルコン 10、1976年にはエンジンを三発にし大型化したファルコン 50も開発され、世界を代表するビジネスジェットシリーズの1つとなった。
現在に至るまでのシリーズ類型生産数は1,000機を超えており、日本航空の訓練機やソニーの社用機などの民間のビジネス機としてのみならず、フランス海軍やアメリカ沿岸警備隊、海上保安庁などの軍・政府機関でも用いられている。
ラインナップとしては、大企業あるいは政府機関向けの販売を狙った大型上級機だけで構成されており、販売機数を稼げる小型機をラインナップしていないのが特徴である。また、多くのビジネスジェット機が双発機となる中、現在でも洋上飛行時の三発エンジンの優位性を認めており、双発と三発の両モデルを提供している。

## シリーズ

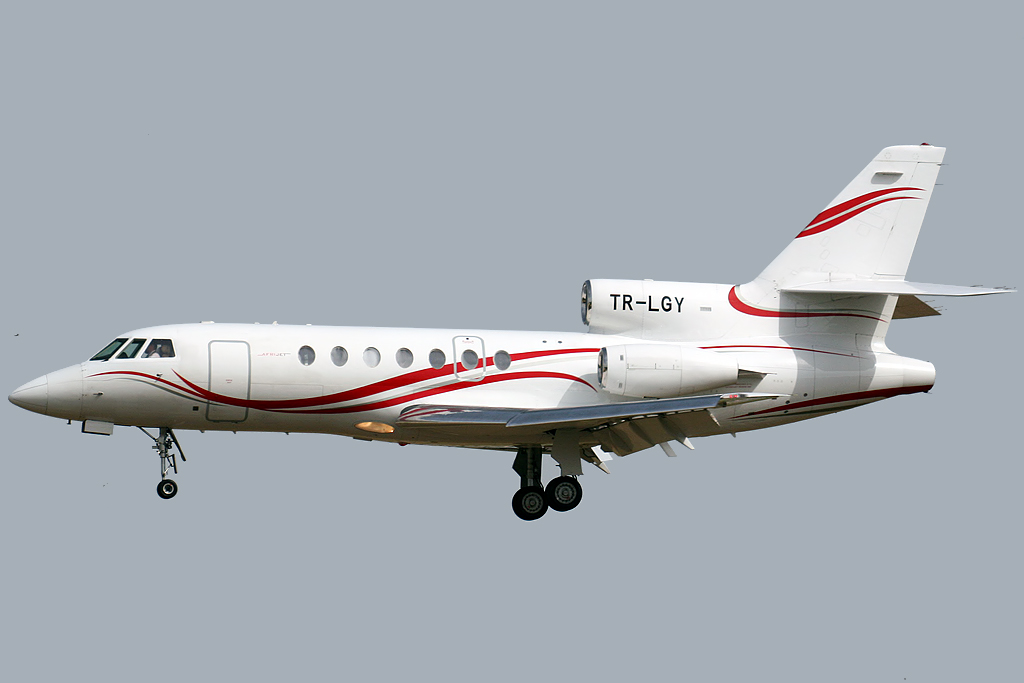
ファルコン 50

初期のモデルであるファルコン10/20/50シリーズは既に製造販売を終了している。
- ダッソー ファルコン 10：シリーズ中、最も小型の機体。後期型はファルコン 100と呼ばれる。
- ダッソー ファルコン 20：最初期に開発された型。後期型はファルコン 200と呼ばれる。
- ダッソー ファルコン 50：シリーズ中、最初の三発エンジン型。
- ダッソー ファルコン 900：ファルコン 50を大型化した型。
- ダッソー ファルコン 2000：双発エンジン。ファルコン 20/200の後継として1990年代に開発された型。
- ダッソー ファルコン 7X：ファルコン50/900の形態を踏襲する三発型であるが、全くの新設計であり飛行制御には全面的にフライ・バイ・ワイヤを用いている。
- ダッソー ファルコン 5X（英語版）：計画中止。当初は2013年に試験飛行する予定だったが、新エンジンを開発していたサフラン社が技術的課題を克服できずに納入遅延を繰り返し、2017年12月に5Xの開発計画は打ち切られた。ダッソーは、5Xと同等の新型機をプラット＆ホイットニー・カナダ社のエンジンを用いて2022年に市場投入する予定である。[1]。
- ダッソー ファルコン 8X：現在開発中の最新型で、7Xの発展型とした超長距離型。2015年2月6日に初号機が初飛行した。
- ダッソー ファルコン 10X：21年5月に開発開始発表された最新鋭型、2025年度就航予定。最高速度はマッハ0.925、航続距離7,500海里、約1万3,900kmの性能で胴体長さは33.4m、客室内の高さ2.03mと幅2.77mの機体規模でロールスロイス製Pearl 10Xエンジン搭載予定し、ボンバルディア製のグローバル7500、ガルフストリーム製のG700などと競合する見込み。

| 型式                    | 就航             | 製造終了         | 乗客定員 | 航続距離 | エンジン基数 | 特徴                                                                      |
| ----------------------- | ---------------- | ---------------- | -------- | -------- | ------------ | ------------------------------------------------------------------------- |
| ファルコン10/100        | 1970             | 1989             | 8        | 1,920 nm | 双発         | ファルコン20の小型化、後期100呼称                                         |
| ファルコン20/200        | 1963             | 1988             | 12       | 1,810 nm | 双発         | ファルコン シリーズ原型、後期200呼称                                      |
| ファルコン30/40         | 1973             | 1975             | 30       | 1,150 nm | 双発         | ファルコン20の大型化、米国向け40呼称                                      |
| ファルコン50            | 1976             | 2008             | 10       | 3,220 nm | 3発          | ファルコン シリーズ初3発エンジン                                          |
| ファルコン900           | 1984             |                  | 19       | 4,750 nm | 3発          | ファルコン50の大型化                                                      |
| ファルコン2000          | 1993             |                  | 19       | 4,150 nm | 双発         | ファルコン 20/200の後継としてファルコン 900を双発化                       |
| ファルコン5X            | 2017（計画中止） | 2017（計画中止） | 16       | 5,200 nm | 双発         | スネクマ社の新エンジンシルバークレスト技術的遅延により凍結                |
| ファルコン6X            | 2021             |                  | 16       | 5,500 nm | 双発         | ファルコン5Xの中止を受け客室居住性、航続距離若干拡張型、エンジンPW800選択 |
| ファルコン7X            | 2005             |                  | 12       | 5,950 nm | 3発          | ファルコン50/900の3発機後継機、設計CAD及び飛行制御FBW全面採用機           |
| ファルコン8X            | 2016             |                  | 19       | 6,450 nm | 3発          | 7Xの発展超長距離型                                                        |
| ダッソー ファルコン 10X | 2025（予定）     |                  | （不明） | 7,500 nm | 双発         | ファルコン シリーズ初ロールスロイス製Pearl 10Xエンジン搭載予定            |

## ダッソー・ファルコン・サービス
1967年設立。ダッソー・アビエーションが製造するダッソー ファルコンを使用し、フランスのパリ近郊ル・ブルジェ空港を拠点に欧州、中東、アフリカ方面にビジネスジェットチャーターサービスを展開する「ビジネスジェット・オペレーター」
- 保有機
Falcon 900B:3機
Falcon 900EX:3機
Falcon 7X:3機

2017年4月18日に日本航空が同社と提携し、JALの定期便（東京=パリ間）と同社チャーターサービスを組合せた「JAL FALCONビジネスジェットサービス」の販売を5月１日より開始する事を発表 。